# Sebnitz

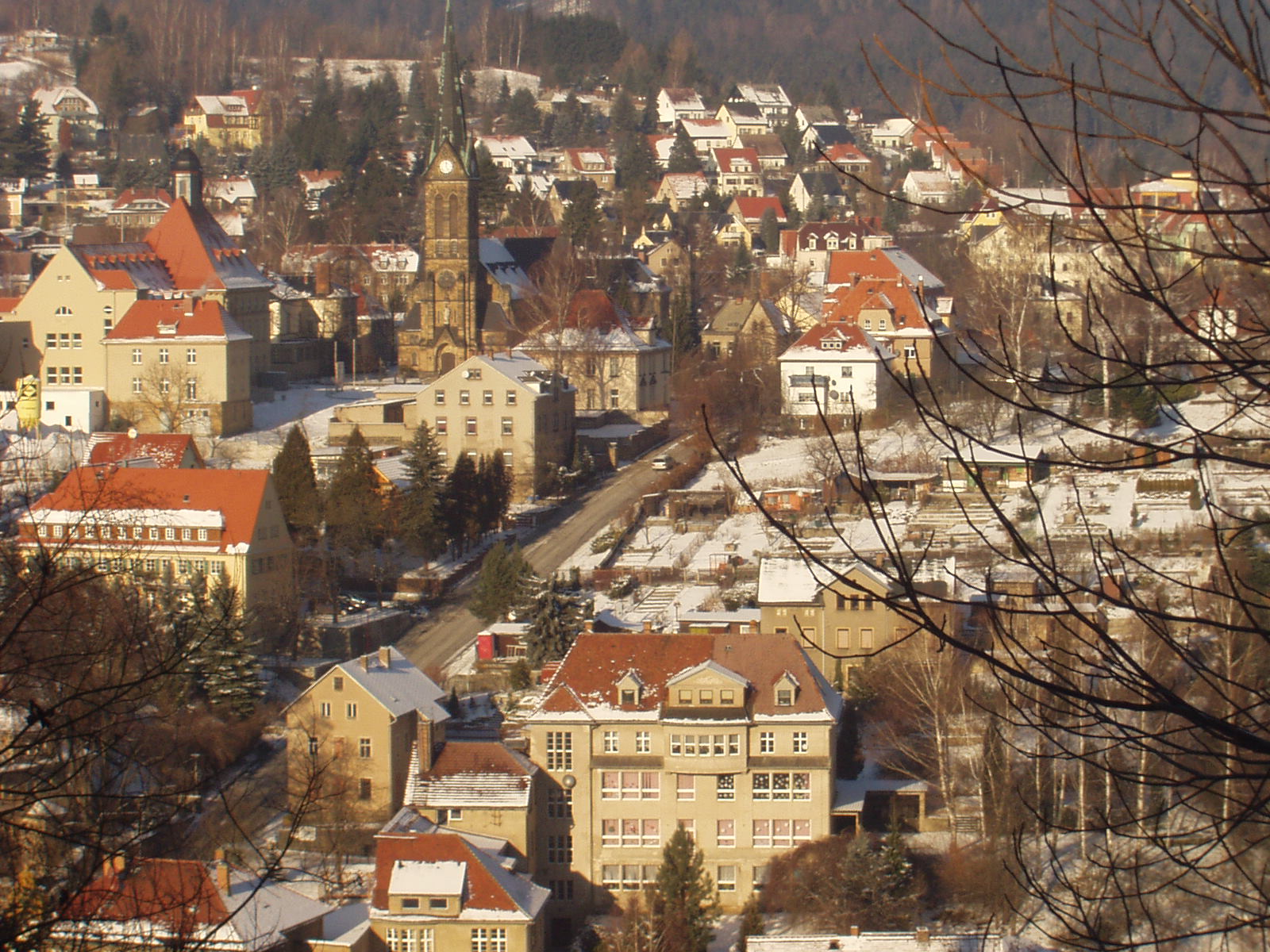
Winterlicher Blick auf Sebnitz mit katholischer Kirche

Sebnitz ist eine Große Kreisstadt im Landkreis Sächsische Schweiz-Osterzgebirge. Sie ist ein staatlich anerkannter Erholungsort in Ostsachsen am Rande des Nationalparks Sächsische Schweiz. Sebnitz wird auch Stadt der Kunstblumen oder Stadt der Seidenblumen genannt.

## Geographie

Gemarkungen der Stadt Sebnitz

Die Stadt Sebnitz liegt zwischen der Sächsischen Schweiz und dem Lausitzer Bergland im Tal des Flusses Sebnitz und in dessen Seitentälern. Die geografische Höhe beträgt zwischen 250 und 460 m über NN. Naturräumlich liegt das Stadtgebiet im Westlausitzer Hügel- und Bergland, grenzt aber unmittelbar an den Naturraum Oberlausitzer Bergland. Da der Naturraum Sächsische Schweiz ebenfalls sehr nah liegt, ist die Landschaft um die Stadt abwechslungsreich. Hausberg von Sebnitz ist der schon in Tschechien liegende Berg Tanzplan (Tanečnice). Östlich von Sebnitz liegt Dolní Poustevna (Niedereinsiedel) im Schluckenauer Zipfel. Zu den Bergen zählt ebenso der Wolfstein.
Ortsteile sind Sebnitz, Altendorf, Lichtenhain, Mittelndorf, Ottendorf, Saupsdorf (alle am 1. Oktober 2012 als am 1. März 1994 gegründete Gemeinde Kirnitzschtal eingemeindet), Schönbach (am 1. Dezember 1935 eingemeindet), Hofhainersdorf (am 1. Januar 1920 eingemeindet), Amtshainersdorf (1. Juli 1950), Hertigswalde (1. Juli 1950) und Hinterhermsdorf (1. Oktober 1998). Der Ortsteil Hinterhermsdorf liegt oberhalb des Kirnitzschtales etwa zehn Kilometer südöstlich des Hauptortes.

## Geschichte

### Gründung
Sebnitz ist eine Gründung deutscher Bauern aus Franken. Der Name leitet sich wahrscheinlich von Sebenica (=Finkenwaldbach) ab. Die älteste urkundliche Erwähnung des Baches findet sich in der Oberlausitzer Grenzurkunde von 1223/1241, mit der die Grenzen zwischen dem Königreich Böhmen und dem Bistum Meißen festgelegt wurden. Als Mittelpunkt der Marktsiedlung entstand zwischen Ende des 12. Jahrhunderts und Anfang des 13. Jahrhunderts der rechteckige Marktplatz. Sebnitz wurde 1451 erstmals als Städtlein („stetlin“) bezeichnet.

### Entwicklung zur Kunstblumenstadt

Karte von Sebnitz (um 1770)

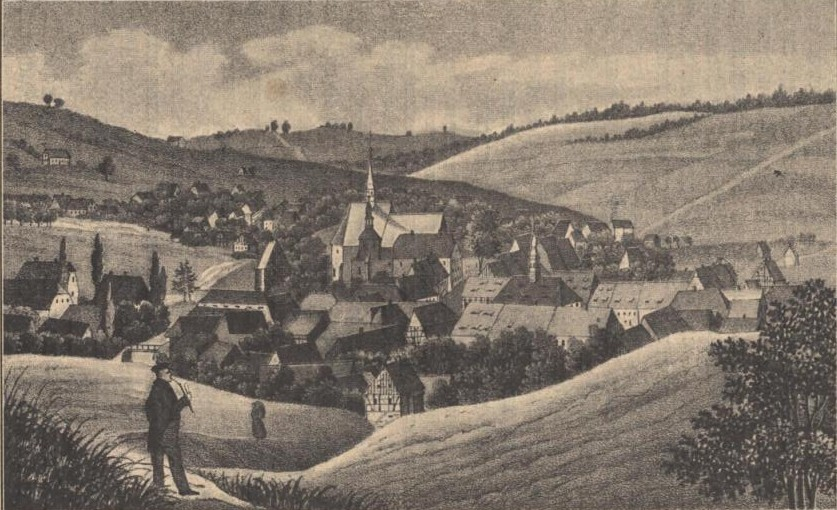
Sebnitz um 1830

Das auf der Marktmitte 1714/15 erbaute Rathaus wurde 1854 durch Brand zerstört. Das daneben befindliche schuppenartige Häuschen, die Fleischbänke (Verkaufsstände der Fleischer) wurden 1804 durch Hochwasser zerstört. Sebnitz war eine Ackerbürgerstadt, d. h. Handwerk, Handel und Landwirtschaft waren die Existenzgrundlage der Bürger. Unter den Handwerken war die Leinenweberei das wichtigste. Die Weber arbeiteten seit dem 16. Jahrhundert zumeist im Auftrage von Verlegern (Fakturisten). Sie exportierten in viele Länder der Erde. Mit dem Niedergang der Handweberei, insbesondere verursacht durch die Industrialisierung dieses Industriezweiges in England, gewann durch den Einfluss deutschböhmischer Blumenmacher die Herstellung künstlicher Blumen stark an Bedeutung. Mitte des 19. Jahrhunderts hatte die Stadt 4000 Einwohner und 375 Häuser, 1881 waren es 6354 Einwohner und im Jahr 1900 8648 Einwohner. Am 15. September 1854 vernichtete ein großer Stadtbrand den gesamten Stadtkern und das althergebrachte mittelalterliche Stadtbild. Insgesamt fielen den Flammen 72 Wohnhäuser, 42 Scheunen und Hintergebäude, das Rathaus und die Schule zum Opfer.

### Sebnitzer Christbaumschmuck
Von etwa 1870 bis etwa 1910 war Sebnitz ein Zentrum der Herstellung von Christbaumschmuck. Anders als in Zentren wie Gablonz oder Lauscha wurde der Sebnitzer Schmuck in Heimarbeit hergestellt. Dabei wurden zusammengelötete Eisendrahtgerüste oder Formen aus Pappe oder Watte mit Materialien wie Lochfolien (ausgestanzte Paillettenfolien), Stoffreste, Chenille, Stanniol, Plätt, Flitter, Kantillen (Bouillondraht, leonische Drähte), Kunstblumen, Gablonzer Hohlglasstäbchen, Glasperlen, Karton oder Glanzbilder (Oblaten) verziert. Gegen den industriell hergestellten Weihnachtsschmuck konnte er sich nicht behaupten, weshalb die Produktion schließlich einging. Sebnitzer Christbaumschmuck hat heute einen hohen Sammelwert.

### Zentrum deutscher Kunstblumenherstellung

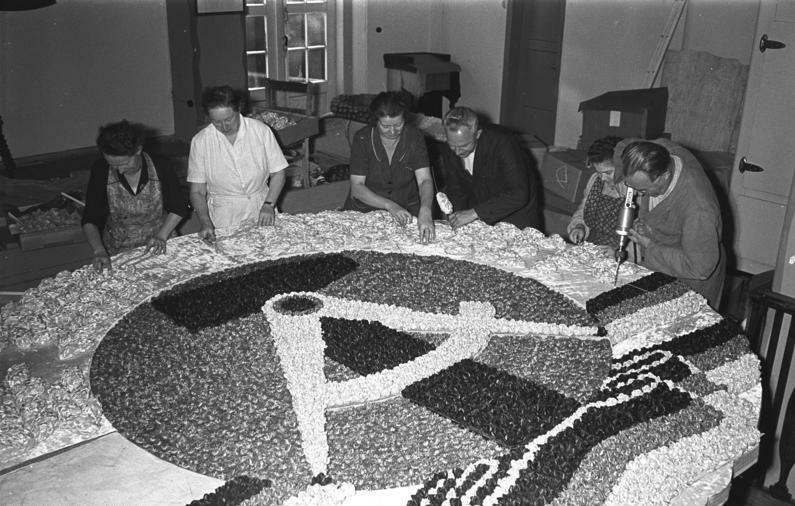
Staatswappen der DDR aus Sebnitzer Kunstblumen

Lage des Kernortes in der Stadt

Sebnitz wurde um 1900 das Zentrum deutscher Kunstblumenherstellung. Es gab zu dieser Zeit über 200 kleinere und größere Blumenfabriken mit fest angestellten Arbeiterinnen und Arbeitern und darüber hinaus Tausende von Heimarbeitern. Am 17. März 1894 wurde von Heimatforscher Alfred Meiche in der Lokalzeitung Grenzblatt vorgeschlagen, ein Heimatmuseum einzurichten. Im Frühjahr 1908 nahm sich der Gewerbeverein der Sache an und erste Exponate wurden in der Stadtschule an der Kirche untergebracht. Im Jahr 1909 erfolgte der Aufbau einer Ausstellung und am 23. Mai 1909 wurde das Stadtmuseum Sebnitz eröffnet, welches 1930 neue Räumlichkeiten erhielt.

### Ende des Zweiten Weltkrieges
Am 11. Mai 1945 wurde der seit 1908 amtierende Bürgermeister Otto Steudner (1876–1950), der die Stadt kampflos der Roten Armee übergeben hatte, seines Amtes enthoben und als neuer Bürgermeister der Arzt Willy Muder eingesetzt. Am 30. September 1945 zählte Sebnitz vorübergehend durch die Aufnahme vieler Heimatvertriebener und Flüchtlinge 14.500 Einwohner. Am 12. November 1945 wurde Karl Seewald neuer Bürgermeister. Am 1. Juni 1946 hatte Sebnitz 13.203 Einwohner und 1304 Wohnhäuser und 183 Betriebe. Am 16. Februar 1948 besuchten 1847 Kinder in 47 Klassen mit 35 Lehrern die Grundschule. An der neu gegründeten Fachschule für Wirtschaft und Verwaltung wurde am 12. Juli 1948 zum ersten Mal das Abitur abgelegt. Zu DDR-Zeiten war der VEB Kunstblume Sebnitz einer der größten Arbeitgeber in der Region. Außerdem war der VEB Hebezeugwerk Sebnitz in der Stadt ansässig, der 1950 das Gelände der ehemaligen Papierfabrik Sebnitz übernahm und dort Kräne fertigte.

### Verwaltungsgliederung in der DDR
Mit der Verwaltungsreform von 1952 wurde Sebnitz Kreisstadt des Kreises Sebnitz.
Die postalische Kennung der Stadt Sebnitz in der DDR war die Nummer 8360. Die Gemeindenummer der Stadt lautete 121530 – Bezirk Dresden – Kreis Sebnitz – Die Größenklasse (GK) der Stadt war die 14.

### Nach der Wende
Nach der Wiedervereinigung Deutschlands und der Einführung der Marktwirtschaft in den neuen Bundesländern mussten jedoch viele Industriebetriebe schließen. Heute wird nur noch in geringem Maße und vor allem in Schauwerkstätten geblümelt, wie der regionale Ausdruck für das Herstellen von Kunstblumen in Heimarbeit genannt wird. Im Januar 2002 wurde Hinterhermsdorf auf der Grünen Woche in Berlin mit der Goldmedaille im 20. Bundeswettbewerb Unser Dorf soll schöner werden – Unser Dorf hat Zukunft ausgezeichnet. Im Jahr 2003 richtete Sebnitz den Tag der Sachsen aus. Im August 2008 wurden die ehemaligen Grenzabfertigungsanlagen zum benachbarten Dolní Poustevna/Niedereinsiedel beseitigt.
Den Status der Kreisstadt verlor Sebnitz im Zuge einer Gebietsreform 1994. Im Jahr 1995 wurde Sebnitz Große Kreisstadt.
Die Nachbargemeinde Kirnitzschtal wurde am 1. Oktober 2012 nach Sebnitz eingemeindet. Durch die Eingliederung bekam die Exklave Hinterhermsdorf, die am 1. Oktober 1998 eingemeindet wurde, wieder direkten Anschluss an das Stadtgebiet.

### Medien- und Justizskandal im November 2000
Im November 2000 geriet die Stadt Sebnitz bundesweit in die Schlagzeilen. Aufgrund von Zeugenaussagen berichteten viele Medien, dass der sechsjährige Joseph Kantelberg-Abdullah am 13. Juni 1997 in einem Sebnitzer Freibad von rassistischen deutschen Jugendlichen ertränkt worden sei und hunderte Gäste dabei nicht eingeschritten seien. Im Anschluss erließ die Oberstaatsanwaltschaft in Dresden gegen drei Verdächtige Haftbefehl. Die eigentliche Todesursache des Jungen war ein Herzinfarkt beim Schwimmen mit anschließendem Ertrinken, ausgelöst durch einen angeborenen, von der Mutter bei den Ermittlungen jedoch verschwiegenen Herzfehler, wie Der Spiegel im Januar 2001 meldete. Die Vorgänge um den Tod des Jungen führten zu einer monatelangen bundesweiten intensiven Berichterstattung, in deren Rahmen der damalige Bundeskanzler Gerhard Schröder die Mutter des Jungen empfing.
Auch der Filmregisseur Volker Schlöndorff interessierte sich für den vermeintlichen Stoff. Noch kurz vor der Aufdeckung der wahren Todesursache verabschiedete der Stadtrat einen 66-Punkte-Katalog (Wie weiter in Sebnitz?), in dem die Stadt Forderungen in Gesamthöhe von 34 Millionen DM zusammenfasste. Das Dokument forderte von der Landesregierung neben präventiven Jugendprojekten unter anderem eine Sanierung der Bahnstrecke nach Bad Schandau (20 Millionen DM), eine Wetterstation (20.000 DM) und Pressereisen für Chefredakteure zum Dialog mit Sebnitzer Jugendlichen (50.000 DM).

### Hochwasser 2010
Am 6. August 2010 begannen starke Regenfälle über dem Gebiet von Sebnitz, worauf der gleichnamige Fluss stark anstieg, den Markt überschwemmte und ihn fast unbegehbar machte. Zudem liefen mehrere Keller voll, und Straßen wurden überschwemmt. Als nach einigen Tagen das Wasser wieder zurückging, zeigte sich das Ausmaß der Schäden. Der Markt war stark beschädigt worden. Die Wiederaufnahme des Unterrichts an Sebnitzer Schulen war ursprünglich für den 9. August geplant, musste jedoch aufgrund der Unbegehbarkeit des Marktes und der Schulwege auf den 11. August verschoben werden.

### 775-Jahr-Feier der Stadt Sebnitz
Zur 775-Jahr-Feier der Stadt Sebnitz fand vom 17. bis 19. Juni 2016 ein großes Stadtfest statt. Höhepunkte waren ein historischer Festumzug mit vielen Darstellungen aus der Besiedlungsgeschichte, die Entwicklung der Stadt und ihrer Stadtteile. Zum Abschluss der dreitägigen Feierlichkeiten fand auf dem historischen Marktplatz eine 50-Meter-Motorrad-Hochmast-Show der Geschwister Weisheit mit abschließenden Höhenfeuerwerk statt.

### 116. Deutscher Wandertag – Frisch auf!
Vom 24. Juni bis zum 27. Juni 2016 fand in Sebnitz der 116. Deutscher Wandertag statt. Programmhöhepunkte waren in diesen Tagen viele kulturelle Veranstaltungen auf dem Marktplatz der Stadt, mit Festumzug von 58 Wandervereinen. Brauch ist es, dass der Wimpel des Deutschen Wanderverbands wie das „olympische Feuer“ von Stadt zu Stadt getragen wird. 2017 wird eine Wandergruppe aus Sebnitz den Wimpel zu Fuß nach Eisenach, der nächsten Ausrichtungsstadt, tragen.
Bei seinem Besuch am 26. Juni 2016 wurde Bundespräsident Joachim Gauck mit aggressiven Sprechchören wie „Hau ab“ und „Volksverräter“ in Sebnitz empfangen. Der Vorfall machte bundesweit Schlagzeilen. Oberbürgermeister Mike Ruckh sagte nach dem Besuch, der Bundespräsident und er hätten sich auf solche Vorkommnisse eingestellt. Ungefähr „90 Prozent der Pöbler“ seien nicht aus der Stadt gekommen. Die übergroße Mehrheit der Sebnitzer Bürger und Besucher begrüßten Bundespräsident Gauck, der als Schirmherr die 116. Deutschen Wandertage besuchte, mit herzlicher Freude und Applaus.

### 150-Jahr-Feier Feuerwehr Sebnitz
In Sebnitz wurde vom 29. Juli bis 1. Juli 2018 das Festwochenende „150-Jahr-Feier Feuerwehr Sebnitz“ gefeiert. Eine Vielzahl von alten, historischen Feuerwehren stellten die technische Entwicklungsgeschichte der Feuerwehren im Kreis Sebnitz und Sachsen anschaulich dar. Neuzeitliche Feuerlöschfahrzüge rundeten den historischen Festumzug ab. Der Festumzug fand seine Aufstellung in der Walther-Wolff-Straße, führte über den Markt zur Schillerstraße.

### Radrennen – Rund um Sebnitz
Das Radrennen Rund um Sebnitz findet seit 1954 in Sebnitz statt. Im Jahr 2018 ist es die 43. Austragung und hat zurzeit (2018) den Bundesliga-Radstatus. In der Elite-Klasse der Männer siegte 2018 der 22 Jahre alte Marcel Franz vom Herrmann-Radsportteam mit der Zeit 2:52:18 Stunden. Zweitplatzierter war Jonathan Dinkler vom P&S-Team Thüringen.

### 185 Jahre Sebnitzer Kunstblume
Die Sebnitzer Kunstblume hat seit 1834 wie kein anderer Industriezweig das Bild der Stadt Sebnitz beeinflusst. Prächtige Bürgerhäuser prägen noch heute das Stadtbild der Blumenstadt Sebnitz. Am 7. April 2019 feierte die Stadt Sebnitz das 185. Jubiläum der Sebnitzer Kunstblume. Oberbürgermeister Ruckh hielt eine Rede in der Stadthalle Sebnitz, auf welcher er verkündete, dass ein Antrag gestellt wurde die Sebnitzer Kunstblume zum UNESCO-Weltkulturerbe zu erklären.

### Entwicklung der Einwohnerzahl
| Jahr | Einwohner               |
| ---- | ----------------------- |
| 1772 | 1.648 (285 Häuser)      |
| 1832 | 2.843                   |
| 1871 | 5.216 (377 Wohngebäude) |
| 1892 | 8.476 (549 Wohngebäude) |
| 1900 | 8.649 (626 Wohngebäude) |
| 1905 | 9.743                   |
| 1914 | 12.000                  |
| 1918 | 8.906                   |
| 1990 | 11.705                  |

| Jahr | Einwohner |
| ---- | --------- |
| 1998 | 10.203    |
| 1999 | 10.063    |
| 2000 | 9.882     |
| 2001 | 9.670     |
| 2002 | 9.496     |
| 2003 | 9.304     |
| 2004 | 9.159     |
| 2007 | 8.837     |
| 2008 | 8.701     |

| Jahr | Einwohner |
| ---- | --------- |
| 2009 | 8.568     |
| 2010 | 8.439     |
| 2011 | 8.292     |
| 2012 | 10.093    |
| 2013 | 9.992     |
| 2016 | 9.817     |
| 2017 | 9.623     |

Entwicklung der Einwohnerzahl von 1772 bis 2017 nach nebenstehender Tabelle

(1444–1871: Meiche 1927 / 1892–1918: Schober 1988 / 1990–2004: Statistisches Landesamt des Freistaates Sachsen)

## Politik
Sebnitz hat sich 2019 im Zuge eines Bürgerentscheids dafür ausgesprochen, sich für den Tag der Sachsen zu bewerben.

### Stadtrat
Seit der Stadtratswahl am 9. Juni 2024 verteilen sich die 18 Sitze des Stadtrates folgendermaßen auf die einzelnen Parteien und Gruppierungen:
| Stadtrat Sebnitz Sitzverteilung ab 2019Insgesamt 18 Sitze - BSW: 2 - Grüne: 1 - MSL: 2 - ZS: 2 - CDU: 4 - AfD: 6 - WFH: 1 | Liste                             | 2024   | 2024   | 2019   | 2019   | 2014   | 2014   |
| Stadtrat Sebnitz Sitzverteilung ab 2019Insgesamt 18 Sitze - BSW: 2 - Grüne: 1 - MSL: 2 - ZS: 2 - CDU: 4 - AfD: 6 - WFH: 1 | Liste                             | Sitze  | in %   | Sitze  | in %   | Sitze  | in %   |
| Stadtrat Sebnitz Sitzverteilung ab 2019Insgesamt 18 Sitze - BSW: 2 - Grüne: 1 - MSL: 2 - ZS: 2 - CDU: 4 - AfD: 6 - WFH: 1 | AfD                               | 6      | 32,0   | 4      | 21,0   | –      | –      |
| Stadtrat Sebnitz Sitzverteilung ab 2019Insgesamt 18 Sitze - BSW: 2 - Grüne: 1 - MSL: 2 - ZS: 2 - CDU: 4 - AfD: 6 - WFH: 1 | CDU                               | 4      | 20,1   | 6      | 30,3   | 13     | 47,2   |
| Stadtrat Sebnitz Sitzverteilung ab 2019Insgesamt 18 Sitze - BSW: 2 - Grüne: 1 - MSL: 2 - ZS: 2 - CDU: 4 - AfD: 6 - WFH: 1 | Mitsprache Stadt und Land         | 2      | 12,4   | 3      | 16,7   | 6      | 22,9   |
| Stadtrat Sebnitz Sitzverteilung ab 2019Insgesamt 18 Sitze - BSW: 2 - Grüne: 1 - MSL: 2 - ZS: 2 - CDU: 4 - AfD: 6 - WFH: 1 | Zukunft Sebnitz                   | 2      | 11,1   | 2      | 10,3   | –      | –      |
| Stadtrat Sebnitz Sitzverteilung ab 2019Insgesamt 18 Sitze - BSW: 2 - Grüne: 1 - MSL: 2 - ZS: 2 - CDU: 4 - AfD: 6 - WFH: 1 | BSW                               | 2      | 8,3    | –      | –      | –      | –      |
| Stadtrat Sebnitz Sitzverteilung ab 2019Insgesamt 18 Sitze - BSW: 2 - Grüne: 1 - MSL: 2 - ZS: 2 - CDU: 4 - AfD: 6 - WFH: 1 | Wir Für Hier – Die Heimatliste    | 1      | 7,8    | 1      | 9,4    | –      | –      |
| Stadtrat Sebnitz Sitzverteilung ab 2019Insgesamt 18 Sitze - BSW: 2 - Grüne: 1 - MSL: 2 - ZS: 2 - CDU: 4 - AfD: 6 - WFH: 1 | Grüne                             | 1      | 4,1    | 1      | 5,5    | –      | –      |
| Stadtrat Sebnitz Sitzverteilung ab 2019Insgesamt 18 Sitze - BSW: 2 - Grüne: 1 - MSL: 2 - ZS: 2 - CDU: 4 - AfD: 6 - WFH: 1 | Wählervereinigung Hinterhermsdorf | –      | 2,1    | –      | –      | –      | –      |
| Stadtrat Sebnitz Sitzverteilung ab 2019Insgesamt 18 Sitze - BSW: 2 - Grüne: 1 - MSL: 2 - ZS: 2 - CDU: 4 - AfD: 6 - WFH: 1 | Linke                             | –      | 2,1    | 1      | 6,8    | 3      | 11,7   |
| Stadtrat Sebnitz Sitzverteilung ab 2019Insgesamt 18 Sitze - BSW: 2 - Grüne: 1 - MSL: 2 - ZS: 2 - CDU: 4 - AfD: 6 - WFH: 1 | NPD                               | –      | –      | –      | –      | 4      | 15,0   |
| Stadtrat Sebnitz Sitzverteilung ab 2019Insgesamt 18 Sitze - BSW: 2 - Grüne: 1 - MSL: 2 - ZS: 2 - CDU: 4 - AfD: 6 - WFH: 1 | FDP                               | –      | –      | –      | –      | –      | 3,2    |
| Stadtrat Sebnitz Sitzverteilung ab 2019Insgesamt 18 Sitze - BSW: 2 - Grüne: 1 - MSL: 2 - ZS: 2 - CDU: 4 - AfD: 6 - WFH: 1 | Wahlbeteiligung                   | 67,8 % | 67,8 % | 65,4 % | 65,4 % | 54,6 % | 54,6 % |

### Partnerstädte und Partnerschaften
Sebnitz unterhält internationale Beziehungen zu Bruntál (Freudenthal) in der Tschechischen Republik und zu Cascina in Italien sowie zur rheinland-pfälzischen Stadt Montabaur. Außerdem bestehen enge partnerschaftliche Beziehungen zwischen der ev.-luth. Kirchgemeinde Sebnitz und Hinterhermsdorf-Saupsdorf und der evangelischen Kirchengemeinde Weißenburg in Bayern.

### Wappen
Blasonierung: Das Wappen der Großen Kreisstadt Sebnitz zeigt einen in blau, auf grünem Dreiberg nach links schreitenden goldenen Hirsch.

### Amtskette des Oberbürgermeisters

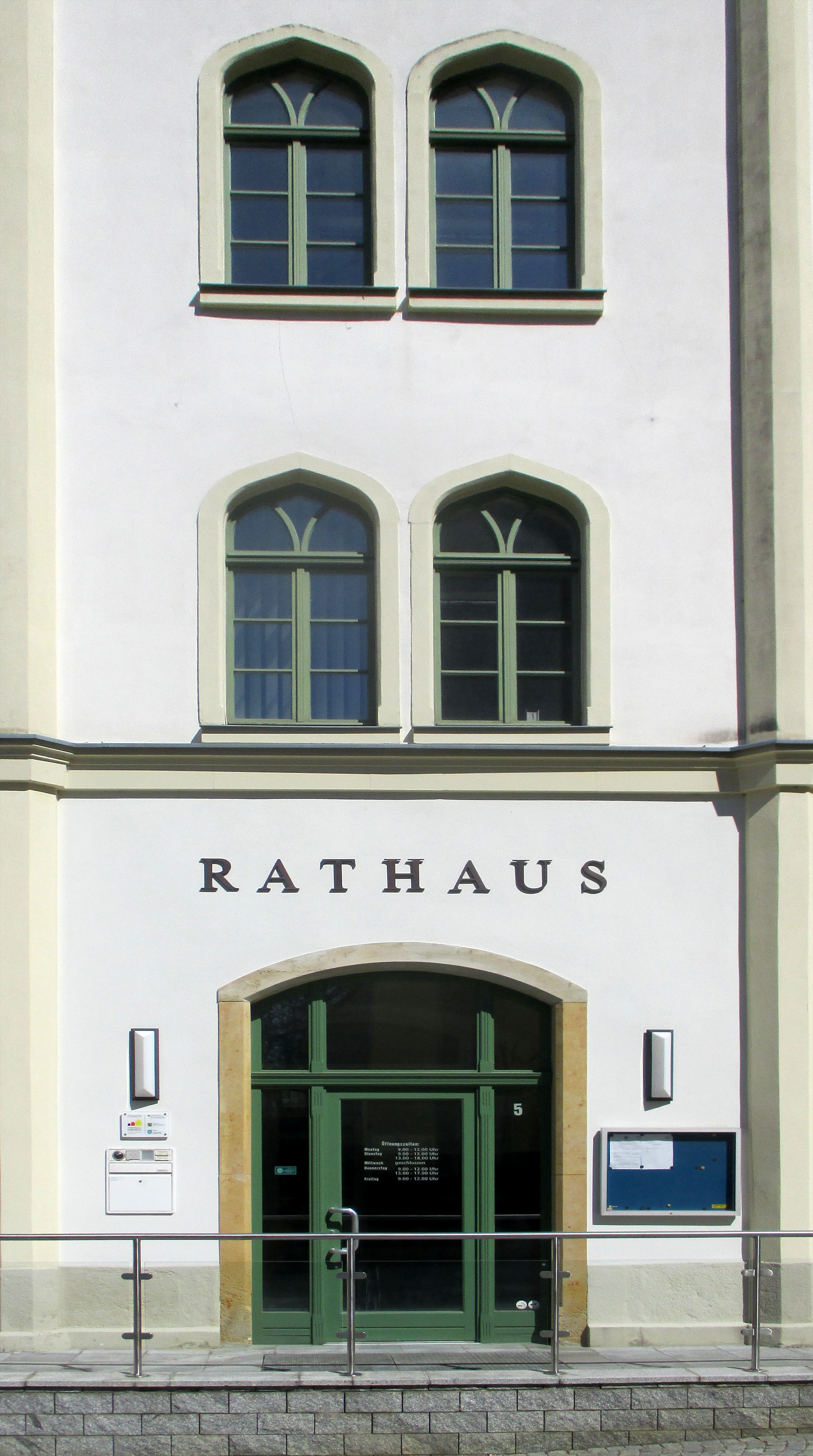
Rathaus in Sebnitz

Anlässlich der 775-Jahr-Feier der Stadt Sebnitz wurde von 21 Stiftern eine Amtskette für besondere Anlässe des Oberbürgermeisters – wie der Besuch des Bundespräsidenten zum 116. Deutschen Wandertag – geschaffen.
Sie besteht aus vergoldetem Silber mit 17 tonnenförmigen, gewölbten Kettengliedern sowie zwei eingereihten, runden Medaillen des Landkreises Sächsische Schweiz-Osterzgebirge und dem Freistaat Sachsen. Das Design ist schlicht gehalten; der runde Medaillen-Anhänger zeigt das Stadtwappen von Sebnitz. Die Amtskette wird dem jeweils folgenden Oberbürgermeister übergeben und verbleibt im Eigentum der Stadt Sebnitz. Sie wurde von der Goldschmiedemeisterin Doren Biedermann erschaffen.

### Oberbürgermeister

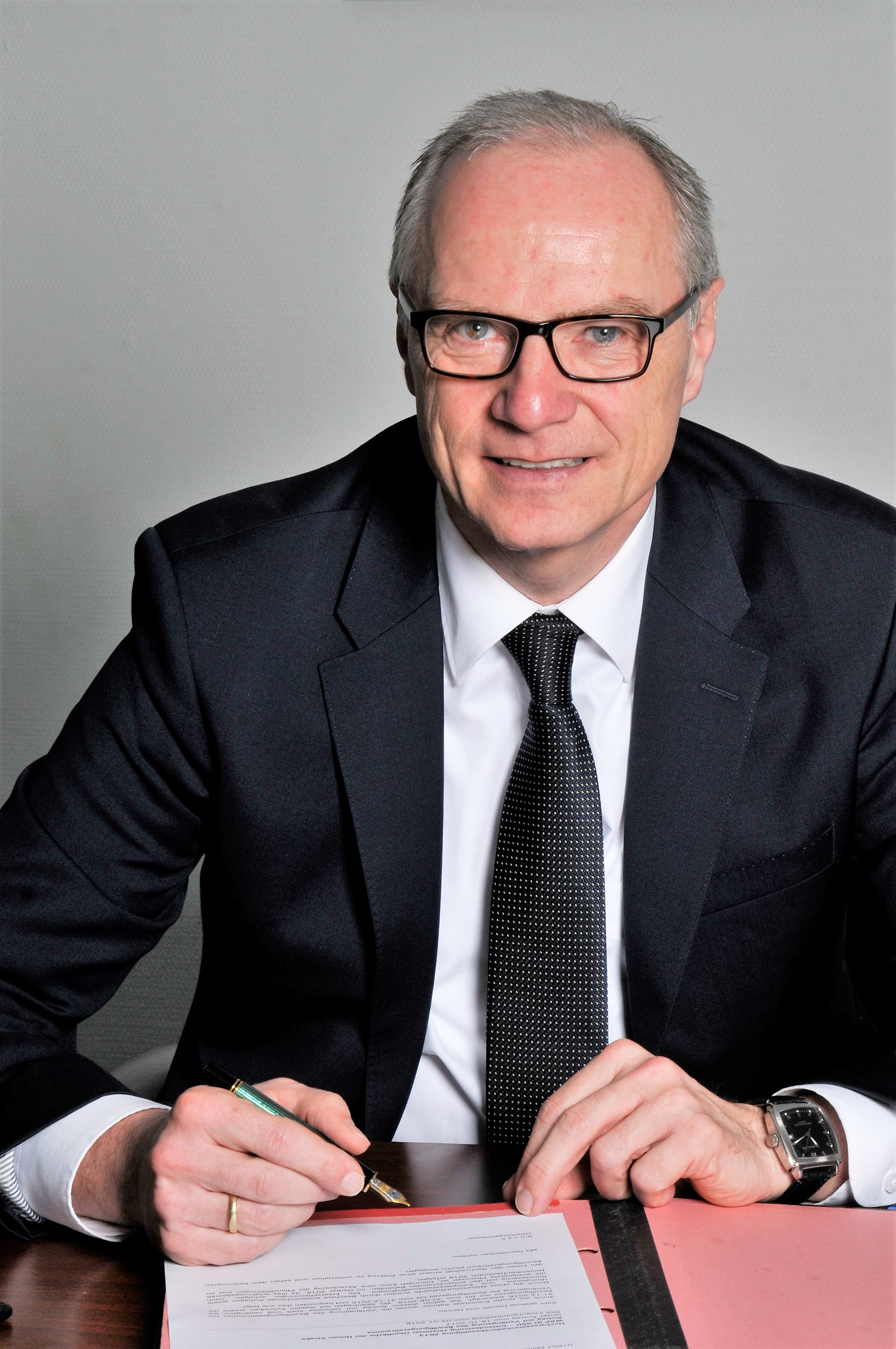
Mike Ruckh (2018)

Nach 28 Jahren verließ Oberbürgermeister Mike Ruckh das Rathaus in Sebnitz zum 31. Dezember 2021. Mit den Worten: „Ich glaube an diese Bundesrepublik“ gab er seinen Posten als Stadtoberhaupt der Stadt Sebnitz zur Neubesetzung im Jahr 2022 frei. „Es wird Wehmut überwiegen“ sagte er in einem Interview. Am 1. Oktober 2021 wurde ein vom Stadtrat gewählter Amtsverweser bis zur Neuwahl des Oberbürgermeisters am 12. Juni 2022 eingesetzt. Der Stadtrat verlieh Mike Ruckh in Anerkennung seiner Verdienste um die Stadt Sebnitz im März 2022 die Ehrenbürgerschaft.
Die Amtsgeschäfte des Oberbürgermeisters führte nach Wahl durch den Stadtrat Sebnitz bis zur Oberbürgermeisterneuwahl am 12. Juni 2022 der Amtschef Ronald Kretschmar. Er wurde 2022 gegen einen Mitbewerber zum Oberbürgermeister der Stadt Sebnitz gewählt.
| Wahl | Bürgermeister      | Vorschlag   | Wahlergebnis (in %) |
| ---- | ------------------ | ----------- | ------------------- |
| 2022 | Ronald Kretzschmar | Kretzschmar | 77,4                |
| 2015 | Mike Ruckh         | CDU         | 92,5                |
| 2008 | Mike Ruckh         | CDU         | 83,0                |
| 2001 | Mike Ruckh         | CDU         | 83,0                |

## Kultur und Sehenswürdigkeiten
- siehe auch: Liste der Kulturdenkmale in Sebnitz

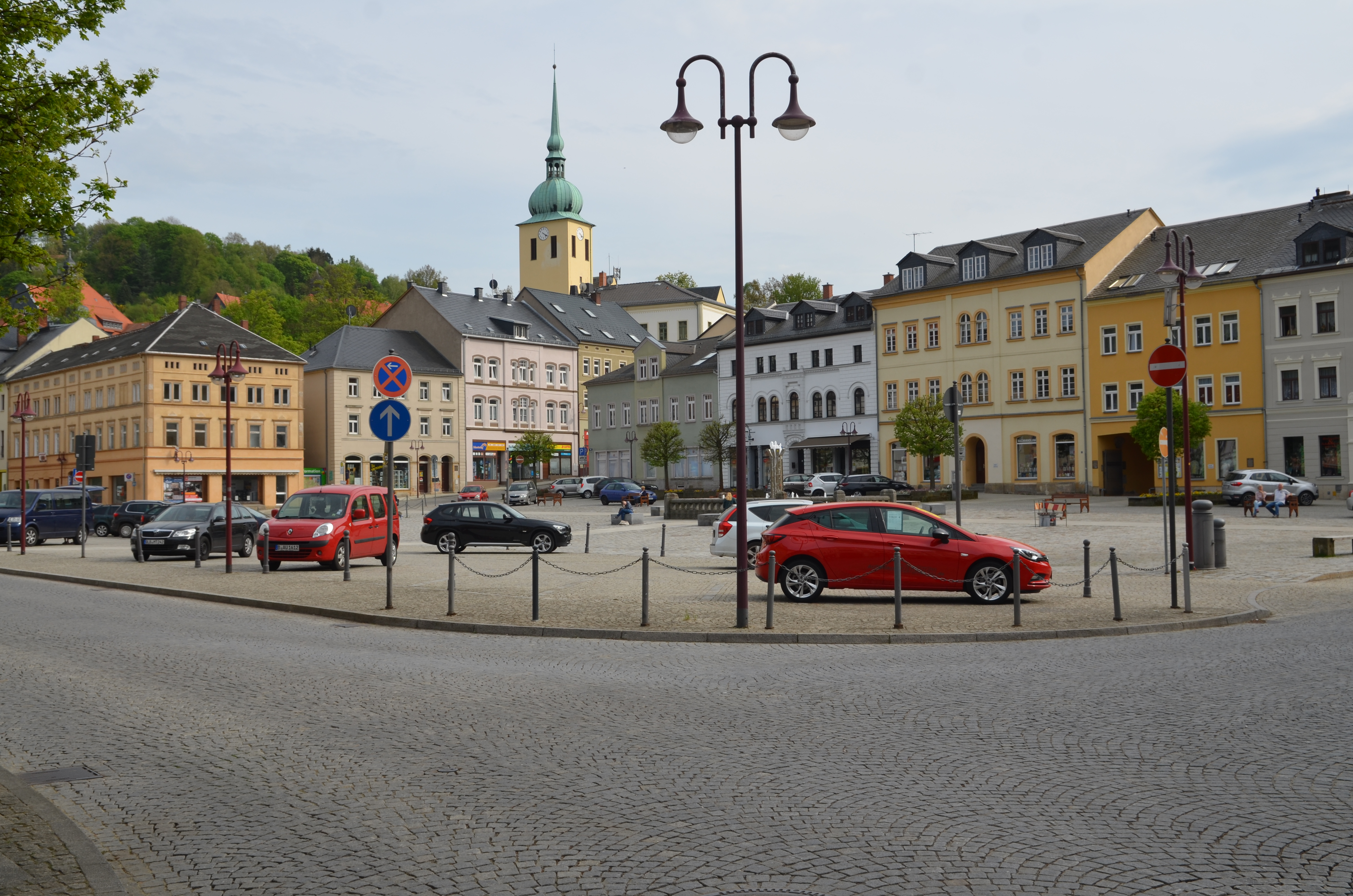
Sebnitzer Marktplatz mit der evangelischen Kirche Peter und Paul im Hintergrund

### Gedenkstätten
- Kriegerdenkmal auf der Grünfläche zwischen Kirchstraße und Pfargasse in Sebnitz für die Gefallenen des Ersten Weltkrieges.[35]
- Gedenktafel am Haus Hertigswalde 120 an Carl Bantzer (1857–1941), der an der Dresdner Kunstakademie lehrte und 1899 mit Studenten in Hertigswalde und Umgebung Freilichtmalerei betrieb.
- Gedenktafel am Hause Albert-Kunze-Weg 9 an Albert Kunze (1877–1949), Maler, Lithograph und Reklamezeichner, der in diesem Hause bis zu seinem Tode wohnte.
- Gedenktafel am Haus Nr. 49 des Ortsteiles Hertigswalde an die 600 KZ-Häftlinge eines Todesmarsches aus einem Außenlager des KZ Sachsenhausen, die im April 1945 von SS-Männern durch den Ort getrieben und teils zu Tode misshandelt wurden
- Ehrenmal aus dem Jahre 1950 in der Bahnhofstraße für die Opfer des Faschismus
- Gedenktafel an der Grundschule Schandauer Straße 26 zur Erinnerung an den Todesmarsch von KZ-Häftlingen vom Außenlager Schwarzheide des KZ Sachsenhausen, die im April 1945 durch den Ort getrieben wurden
- Stadtorientierungstafeln von 1997 an den Wohnhäusern jüdischer Einwohner, die während der NS-Herrschaft der Shoa zum Opfer fielen: Lange Straße 1, Lange Straße 11 und Markt 15
- Gedenkstein im Gelände des ehemaligen Kindergartens Burggässchen 10, der zu DDR-Zeiten seinen Namen trug, zur Erinnerung an den Widerstandskämpfer Arthur Hartmann, der 1940 an den Folgen der Zuchthaushaft starb
- Gedenktafel an seinem Geburtshaus in der Martin-May-Straße 19 zur Erinnerung an den kommunistischen Widerstandskämpfer Martin May, der in einem Berliner Außenlager des KZ Sachsenhausen 1944 ums Leben kam
- Gedenktafel am Haus Dr.-Petzold-Straße 12 zur Erinnerung an den kommunistischen Spanienkämpfer Alfred Möbius, der 1945 ums Leben kam. Die Tafel wurde nach 1990 entfernt und wird von den Hausbewohnern verwahrt
- Ein Gedenkstein auf dem Friedhof des Ortsteiles Saupsdorf erinnert an 14 KZ-Häftlinge, vorwiegend Tschechen und Juden eines Todesmarsches aus dem KZ-Außenlager Schwarzheide, die von SS-Männern im Frühjahr 1945 ermordet wurden.
- Ein Gedenkstein vor der Gemeindeverwaltung des Ortsteiles Saupsdorf erinnert gleichfalls an diese Häftlinge.
- Eine Gedenktafel an der Mordstelle in der Hinterhermsdorfer Straße des Ortsteils Saupsdorf erinnert an sieben Ermordete, davon zwei mit Namen unbekannte
- Eine Gedenktafel an der Gnauckmühle erinnert an fünf namentlich genannte Häftlinge und an einen unbekannten Franzosen.
- Eine Gedenktafel am Taufstein von 1637 erinnert im Sebnitzer Wald an die schwere Kriegsnot im Dreißigjährigen Krieg.
- Eine Gedenktafel am Peststein unweit des Waldstadions erinnert an Maria Wunderlich, die hier in einer für sie errichteten Hütte gehaust haben und auch gestorben sein soll.

### Bauwerke

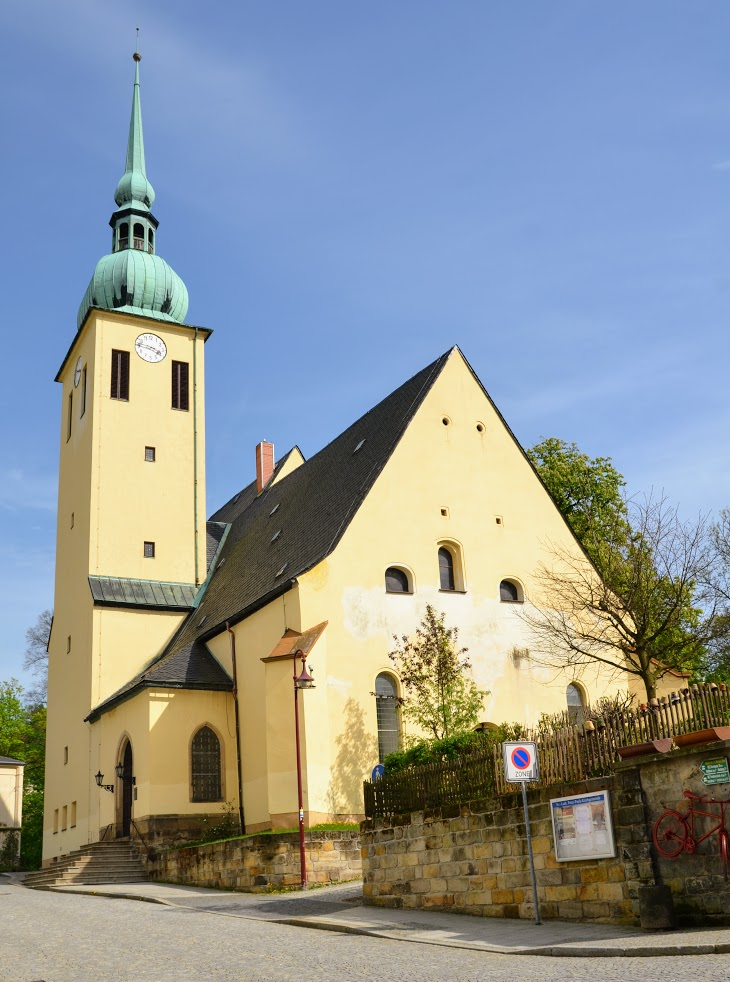
Evangelische Peter-Pauls-Kirche in Sebnitz

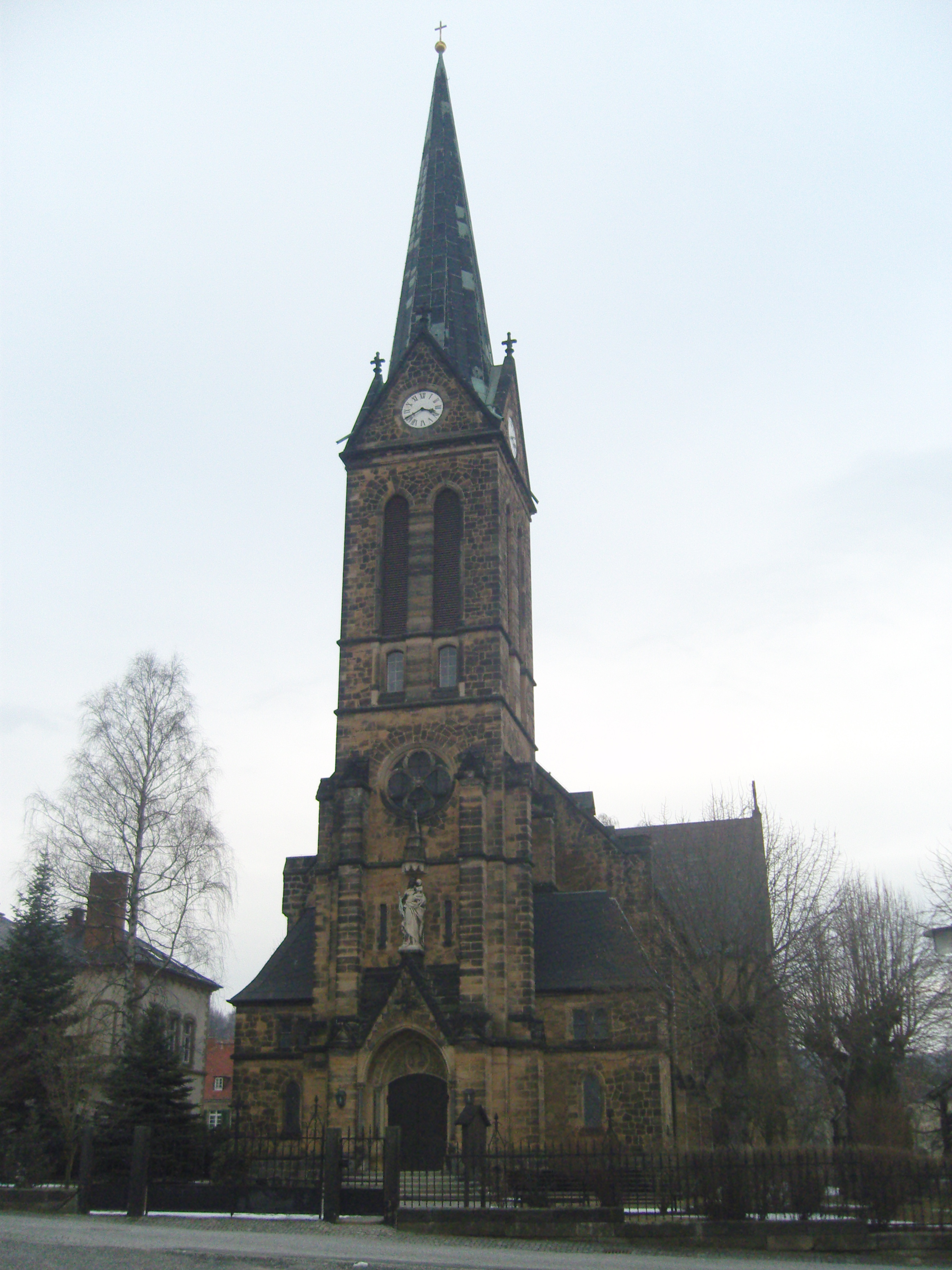
Katholische Kirche

Die evangelische Kirche Peter und Paul ist das älteste Baudenkmal der Stadt. Der Chor ist aus dem 15. Jahrhundert, das Schiff und die Innenausstattung aus dem 17. Jahrhundert. Das fast quadratische Schiff von 1619 mit vierseitiger Umlaufempore und der Kanzel auf der südlichen Längsseite ist als typisch protestantische Querkirche gebaut und im Renaissancestil ausgestattet.
Die katholische Kirche Kreuzerhöhung wurde Ende des 19. Jahrhunderts im Stil der Neugotik errichtet.
Das Stadtbild wird von nach dem Stadtbrand von 1854 errichteten Bürgerhäusern und Produktionsgebäuden aus der Gründerzeit geprägt. Das bauliche Ensemble des im spätklassizistischen Stil wiedererrichteten Marktplatzes mit der Nachbildung der kursächsischen Postdistanzsäule steht unter Denkmalschutz. Die ursprünglich zahlreich vorhandenen Umgebinde- und Fachwerkhäuser sind nur noch im Randbereich der Innenstadt erhalten.
Der im Zuge der Sebnitztalbahn errichtete Viadukt (1874/75) war der deutschlandweit erste im Bogen (Radius 224 Meter) und im Gefälle (Neigung 1:50) errichtete Viadukt. Er ist 150 Meter lang und 21 Meter hoch. Seine ursprünglich zehn Steinbögen wurden Ende der 1980er Jahre bei einer Generalsanierung durch neun Betonpfeiler ersetzt.

### Bemalte Hausfassaden der Kunst
Die Künstler Fischer-Art und Andreas Dress gestalteten die lebensfohe Hausfassadenbemalung der ihnen von den Eigentümern zur Verfügung gestellten Häuser in der Innenstadt von Sebnitz.

### Theater und Klangkörper
In Sebnitz gibt es das Amateurtheater Theatre Libre. Bekannte Klangkörper sind der Bergsteigerchor Sebnitz, das Jugendblasorchester Sebnitz e. V. sowie die Sachsenländer Blasmusikanten e. V.

### Museen
Das Kunstblumen- und Heimatmuseum „Prof. Alfred Meiche“ in einem 1731 erbauten Bürgerhaus
das Afrikahaus
das Haus Deutsche Kunstblume Sebnitz
Das Modelleisenbahnmuseum im Werk der TILLIG Modellbahnen GmbH & Co. KG

### Religionen
- Evangelische Kirchengemeinde
- Katholische Kirchengemeinde
- Wat Mahatatu, Kreuzstr. 12 – buddhistischer thailändischer Tempel. Im Frühjahr 2015 wurde der buddhistische thailändische Tempel mit Unterstützung der Königlichen Thailändischen Botschaft Berlin von der thailändischen Gemeinde eingeweiht.

### Sport
Wichtige Sportvereine in Sebnitz sind unter anderem der Handball-Club Sachsen Neustadt-Sebnitz, der BSV 68 (BürgerSportVerein 68), der in die Sektionen Fußball, Tennis, Tischtennis und Radball unterteilt ist, der BSG Sebnitz mit Boxen, Faustball und Schach sowie der Sportverein Grenzwinkel Sebnitz.

### Sportstätten

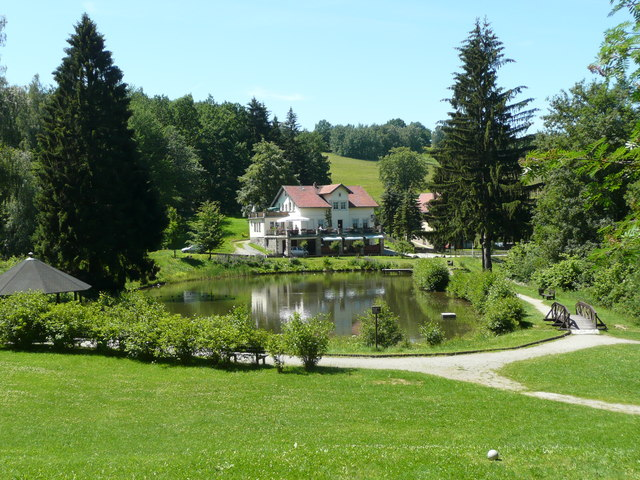
Naherholungsgebiet Forellenschänke

Seit den 1970er Jahren gibt es am Ortsanfang von Sebnitz (aus Richtung Neustadt kommend) das Modellflugzentrum, in dem jährlich im Juni der Internationale Sächsische Schweiz Cup der Fesselmodellflieger stattfindet. Des Weiteren existiert das Sparkassen-Waldstadion des BSV 68 Sebnitz mit einem Fassungsvermögen von etwa 3000 Personen und einem Kunstrasen- sowie einem Rasenspielfeld. Seit 1996 ist in der Stadt das Sport- und Freizeitzentrum Soli Vital beheimatet.

### Regelmäßige Veranstaltungen
Regelmäßig finden die Konzertreihe in der Evangelisch-Lutherischen Stadtkirche Sebnitz, das Blumen- und Musikfest, das Weifbergfest in Hinterhermsdorf und das Zwinger Plaza Open Air Fest statt. Zudem hat Sebnitz ein eigenes Festival, das sogenannte „Wonnemond“, welches alljährlich im Mai stattfindet.

### Sehenswürdigkeiten und Natur

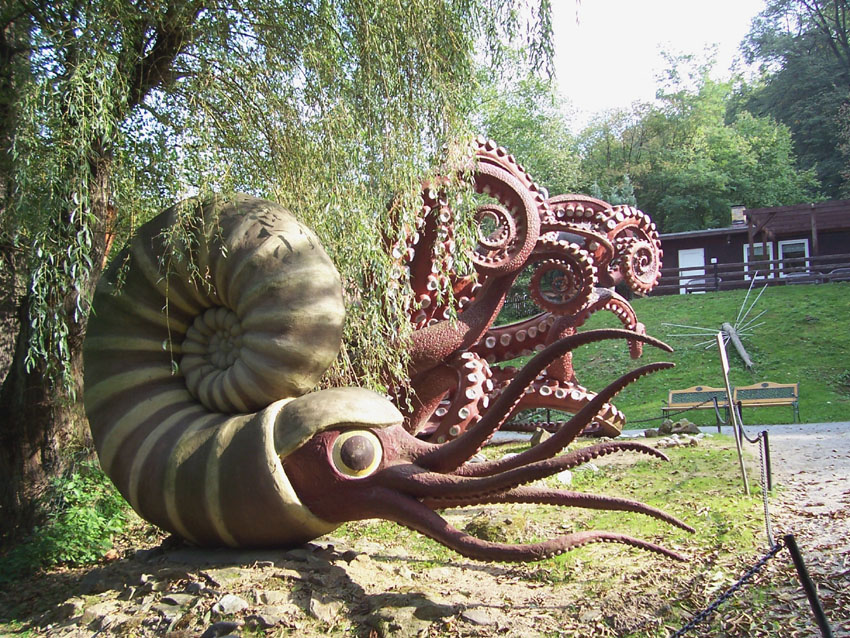
Im Urzeitpark Sebnitz

Sehenswerte Orte sind der Urzeitpark Sebnitz mit 400 Plastiken urgeschichtlicher Säugetiere und Kleinlebewesen, das Modelleisenbahnmuseum der Firma Tillig, das Westernvillage und der 36,9 Meter hohe Holz-Aussichtsturm auf dem Weifberg.
Zu den Naturschätzen gehört vor allem die Kirnitzschklamm bei Hinterhermsdorf mit der Kahnfahrt auf der Oberen Schleuse. Am Nordhang des im benachbarten Tschechien liegenden, knapp 600 Meter hohen Tanečnice (Tanzplan) liegen die Naturschutzgebiete Heilige Hallen und Gimpelfang.
- Siehe auch: Liste der Naturdenkmale in Sebnitz

### Bemerkenswertes

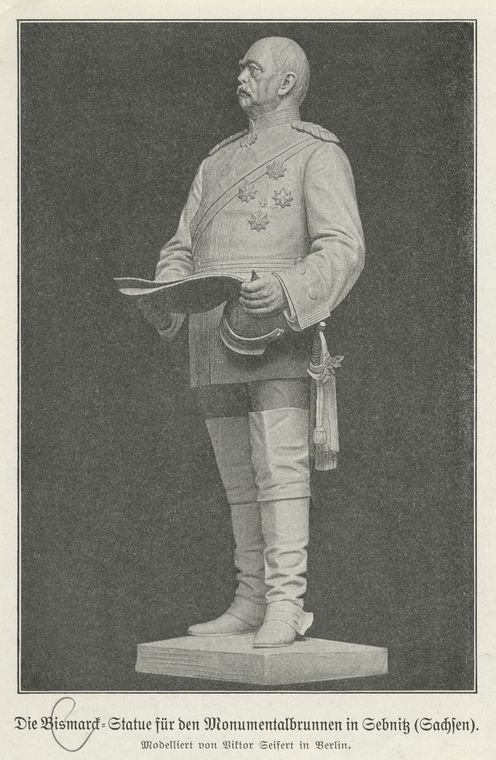
Bismarck-Denkmal von Victor Seifert, 1903

Sebnitz ist der größte staatlich anerkannte Erholungsort (Titel seit 1997) in Sachsen. In der Stadt wurde die mit 3,7 m Höhe größte Seidenrose der Welt hergestellt, ihre Blüte hat einen Durchmesser von 1,5 m und wiegt 10 kg. Ebenfalls entstand hier Anfang des 19. Jahrhunderts eine weltweit einmalige Volkskunst, das Sebnitzer Schattenspiel.
Im Jahr 2002 wurde der Ortsteil Hinterhermsdorf mit dem Titel Schönster Ort Deutschlands ausgezeichnet und belegte im europaweiten Vergleich den zweiten Platz.

## Marketing und Werbung

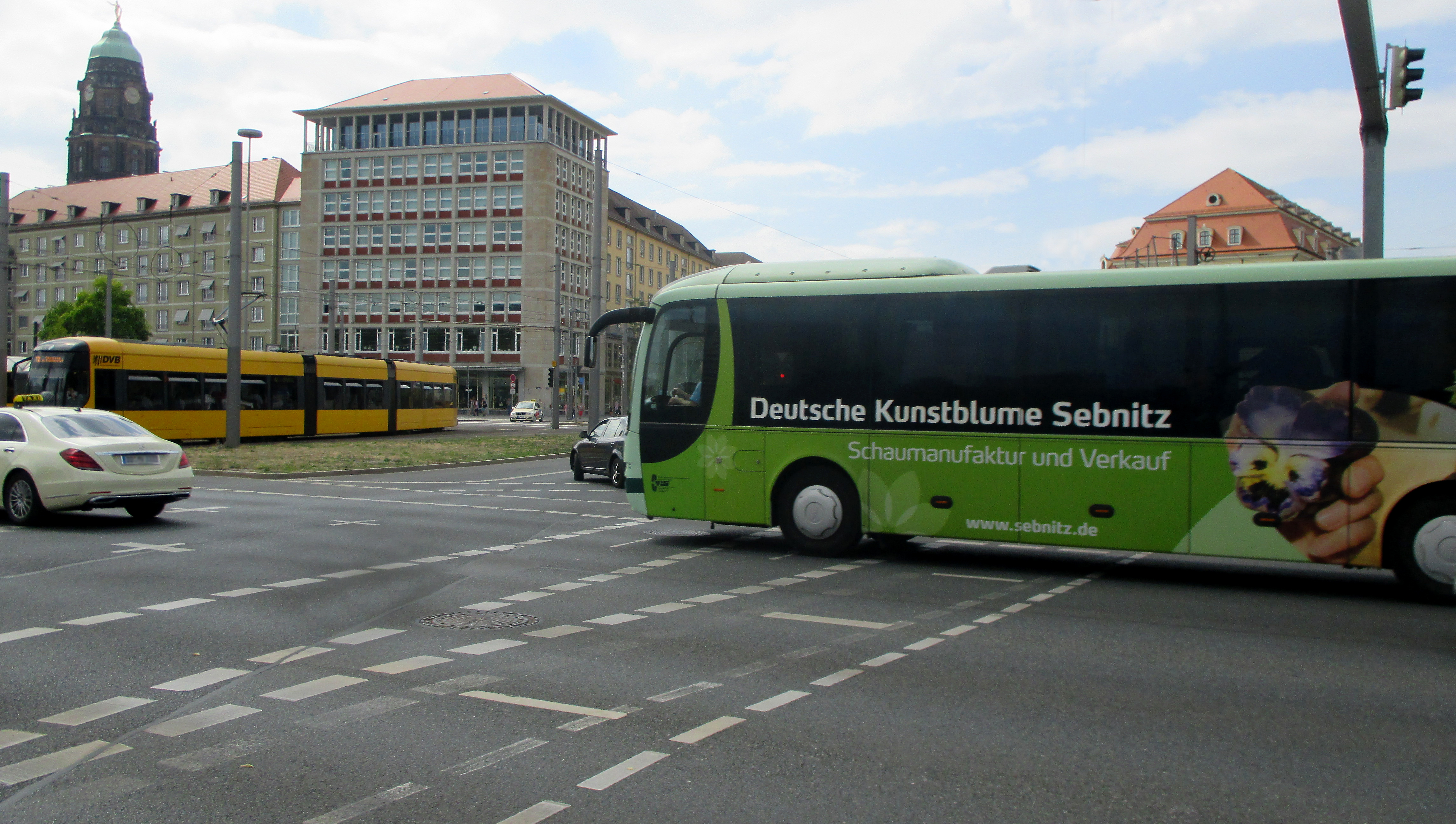
Buslinie 261 – Sebnitz–Dresden. Bus mit Beklebung „Deutsche Kunstblume Sebnitz“ in Dresden am Pirnaischen Platz

Ein Linienbus wurde als Werbefläche für Sebnitz – „Stadt der Kunstblume“ – beklebt. Er fährt auf der Linie 261 in die Landeshauptstadt Dresden.

## Wirtschaft und Infrastruktur

### Verkehr
Als einer der ersten wichtigen Verkehrswege für Sebnitz wurde 1877 die Sebnitztalbahn von Bad Schandau über den Bahnhof Sebnitz (Sachs) nach Bautzen eröffnet. 1905 folgte die Linie Rumburk–Šluknov–Dolní Poustevna–Sebnitz durch die Böhmische Nordbahn. Deren Betrieb wurde nach Kriegsende 1945 zwischen Sebnitz und Dolní Poustevna eingestellt. Nach dem Wiederaufbau der 600 Meter langen Verbindung erfolgte am 5. Juli 2014 die offizielle Wiederaufnahme des Personenverkehrs mit der Linie U28 (Děčín – Bad Schandau – Sebnitz – Rumburk). Die Bahnlinie SB 71 von Neustadt in Sachsen nach Sebnitz verkehrt heute im Zweistundentakt.
Sebnitz ist im Stundentakt während der Woche durch die Buslinie 261 mit der Landeshauptstadt Dresden verbunden. Am Wochenende und Feiertagen findet die Verbindung im Zweistundentakt statt.
Seit 2003 betreibt der Regionalverkehr Sächsische Schweiz-Osterzgebirge (vormals OVPS) neben dem regulären öffentlichen Personennahverkehr auch einen historischen Bus, die Rose von Sebnitz.
Seit 1995 besteht ein Straßengrenzübergang nach Dolní Poustevna. Mit der Eröffnung der Bundesautobahn 17 von Dresden nach Prag bekam Sebnitz einen besseren Anschluss an das Schnellstraßennetz in Deutschland.

Schnellladestation der SachsenEnergie Schillerplatz Sebnitz

In Sebnitz befinden sich zurzeit (Stand Januar 2022) zwei E-Autotladestationen. Die eine Schnellladesäule befindet sich auf dem Schillerplatz und ist mit drei Ladepunkten ausgestattet. Die zweite E-Ladesäule von SachsenEnergie befindet sich in der Nähe des Marktplatzes von Sebnitz.

### Ansässige Unternehmen

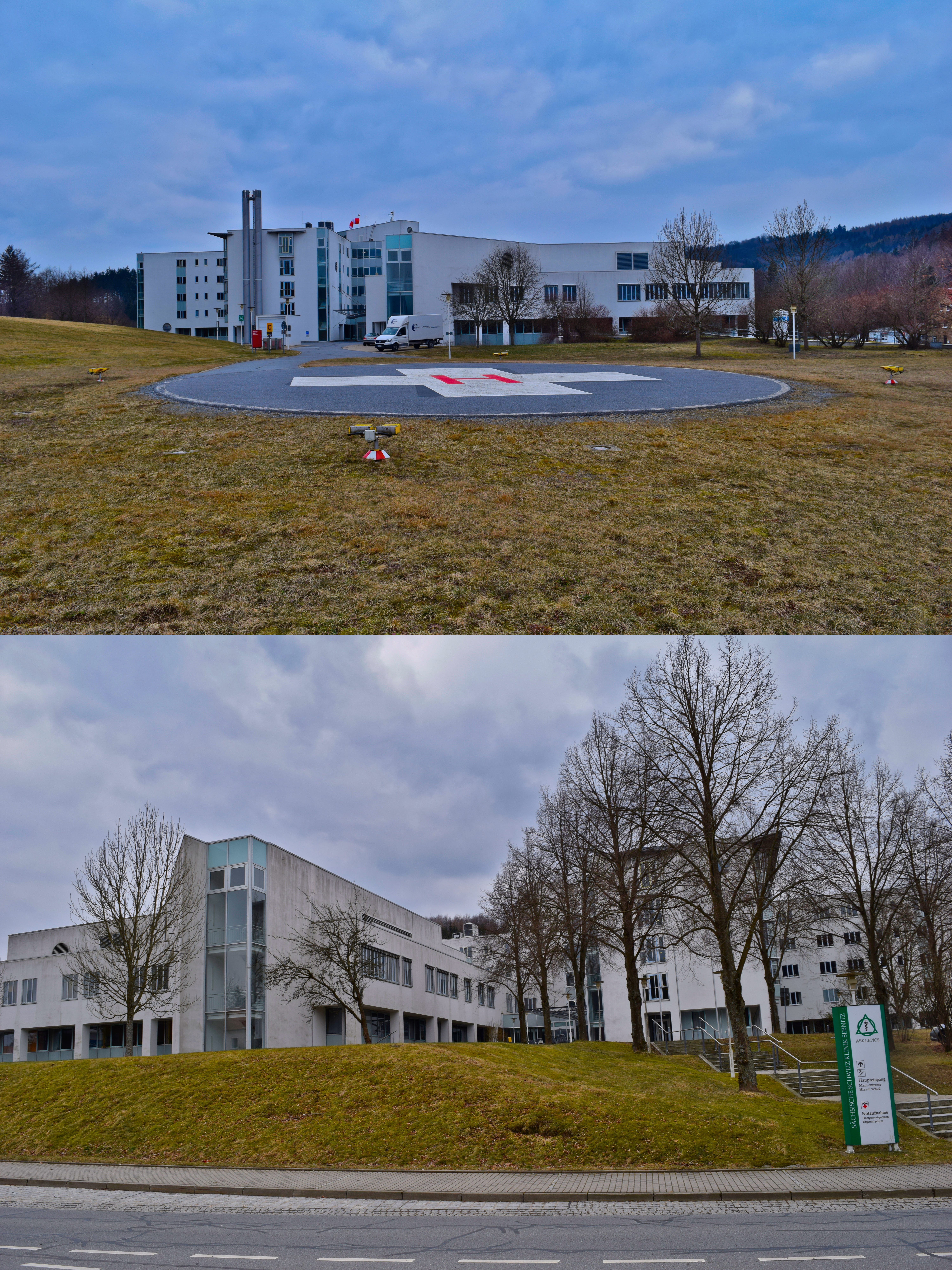
Sebnitzer Klinik, Betreiber-Firma „Asklepios-Kliniken-Gruppe“

Die Robert Bosch Power Tools GmbH Sebnitz mit etwa 280 Beschäftigten (2025) ist das größte gewerbliche Unternehmen der Stadt, vormals als VEB Elektrowerkzeuge Sebnitz der Hersteller der Bohrmaschine Multimax. Ende 2026 soll das Werk geschlossen werden.
Weitere hier ansässige größere Unternehmen und Betriebe sind die Tillig Modellbahnen, die in Sebnitz und im benachbarten Dolní Poustevna etwa 155 Mitarbeiter (2019) beschäftigen, die Sebnitzer Fensterbau GmbH mit etwa 80 Beschäftigten (2023) und die WEA Wärme- und Energieanlagenbau GmbH mit etwa 80 Angestellten.
Die Asklepios Sächsische Schweiz Klinik ist ein Regelversorger mit zwei überregionalen Kompetenzzentren, dem Brust- und dem Bauchzentrum. Seit 1868 gibt es in Sebnitz ein Krankenhaus. Der 1996 eingeweihte Neubau war der erste Komplettneubau eines Krankenhauses in Sachsen nach 1989, 1999 erfolgte die Privatisierung. Die Klinik zählt etwa 300 Mitarbeiter (2023).

### Bildungseinrichtungen
In Sebnitz gibt es zwei Grundschulen, eine in der Schandauer Straße und eine in der Rosenstraße. Zudem befinden sich in Sebnitz das Goethe-Gymnasium Sebnitz und die Oberschule 'Am Knöchel'.

## Persönlichkeiten

### Ehrenbürger
- 1866 Vizebürgermeister Johann August Herrmann
- 1876 Advokat Helmut Geyer
- 1896 Ernst Friedrich Louis Oehmischen
- 1888 Buchbindermeister Emil August Schubert
- 1901 Bürgermeister Emil Otto Blume
- 1904 Sanitätsrat Oskar Theodor Petzold
- 1933 Martin Mutschmann, NSDAP-Gauleiter und Reichsstatthalter von Sachsen[46]
- 1946 Heimatforscher Alfred Meiche
- 1979 Antifaschist Hugo Knobloch[47]
- 2017 Langjähriger Leiter des Heimatmuseums Sebnitz Manfred Schober[48]
- 2022 Ehemaliger Oberbürgermeister Mike Ruckh

### Söhne und Töchter der Stadt
- Johann Sigismund von Glaubitz (1764–1838), preußischer Generalmajor
- Friedrich August Frenzel (1814–1897), Historienmaler und Lithograph
- Ernst Louis Barth (1831–1904), Pädagoge und Autor
- Adolf Tannert (Künstler) (1839–1913), Scherenschnittkünstler
- Ilse Ohnesorge (1866–1937), Heimatmalerin
- Alfred Meiche (1870–1947), Historiker, Volkskundler und Sprachforscher
- Willy Berger (1888–1976), Museologe und Heimatforscher
- Fritz Kurth (1889–1971), Maler und Grafiker
- Alfred Zirnstein (1899–?), Politiker (SPD/DBD)
- Camillo Hölzel (1908–1974), politischer Aktivist (KPD)
- Gottfried Annuß (1912–1985), Offizier
- Siegfried Berger (1918–2002), Ingenieur und Sozialdemokrat
- Eberhard Steger (1925–2004), Chemiker
- Rosemarie Herzog-Götze (1926–2011), Schauspielerin
- Harald Karas (1927–2015), Journalist, Nachrichtensprecher
- Burkhard Stephan (* 1932), Ornithologe
- Winfried Wagner (1937–2018), Schauspieler
- Jürgen Thomas (* 1956), Skispringer, Sportfunktionär
- Silvia Hindorff (* 1961), Geräteturnerin
- Reni Dammrich (* 1962), Schriftstellerin
- Heiko Hunger (* 1964), Skispringer und Nordischer Kombinierer
- Ron Kubsch (* 1965), Theologe, Missionar und Autor
- Uwe Prenzel (* 1966), Nordischer Kombinierer
- Uwe Leichsenring (1967–2006), Politiker (NPD)
- Raik Dittrich (* 1968), Biathlet
- Carsten Heymann (* 1972), Biathlet
- Martin Hauswald (* 1982), Fußballspieler
- Freya Arde (* 1988), Filmkomponistin
- Tina Grassow (* 1988), Shorttrackerin
- Rick Ulbricht (* 1991), Politiker (CDU)

### Weitere mit Sebnitz verbundene Persönlichkeiten
- Hanns Georgi (1901–1989), Maler, Grafiker und Buchillustrator.
- Anna Augustin (1919–2010), Bürgermeisterin 1963 bis 1979
- Dr. Günter Schaffrath (1926–2015), Pädagoge
- Gerhard Kowitzke (1931–2017), Dipl.-Wirtschaftler, Journalist, Bodendenkmalpfleger
- Dr. Heinz Senenko (1932–2005), Pädagoge
- Ingeborg Fleischhammer, Pädagogin